# Tongzhou (Jiangsu)
Tongzhou (通州 ; pinyin : Tōngzhōu) est une ville de la province du Jiangsu en Chine. C'est une ville-district placée sous la juridiction de la ville-préfecture de Nantong.

## Démographie
La population du district était de 1 446 588 habitants en 1999.

## Culture et religions
Tongzhou est le siège d'un évêché catholique, qui comprend 6 650 catholiques référencés.